# Videž
Videž este o localitate din comuna Slovenska Bistrica, Slovenia, cu o populație de 157 de locuitori.